# Kabataş
Kabataş là một huyện thuộc tỉnh Ordu, Thổ Nhĩ Kỳ. Huyện có diện tích 75 km² và dân số thời điểm năm 2007 là 14385 người, mật độ 192 người/km².